# هارکو
هارکو (به لاتین: Harku) یک منطقهٔ مسکونی در استونی است که در دهستان هارکو واقع شده‌است.

## خصوصیات
هارکو ۸۶۸ نفر جمعیت دارد.